# Zisterzienserinnenabtei La Vassin
Die Zisterzienserinnenabtei La Vassin (auch: Lavaysse) war von ca. 1150 bis 1792 ein französisches Kloster der Zisterzienserinnen in Saint-Donat, einer Gemeinde im Département Puy-de-Dôme.

## Geschichte
Bertrand de La Tour d’Auvergne stiftete um 1150 am Fluss Tarentaine, 10 Kilometer südwestlich Saint-Donat, an der Grenze zum Département Cantal, das Nonnenkloster Vallis Sana („Gesundes Tal“), später La Vassin oder Lavaysse (auch: La Veissy), das 1516 zur königlichen Abtei erhoben wurde, 1792 aber seine Auflösung durch die Französische Revolution und in der Folge seine gänzliche Zerstörung erlebte. Heute erinnert nur noch der Flurname La Vassin an das Kloster.